# Thermuthis Corona
La Thermuthis Corona è una struttura geologica della superficie di Venere.